# Eliza Carthy
Eliza Carthy (Scarborough, North Yorkshire, 23 de agosto de 1975) es una cantante y violinista folk inglesa. Es hija del cantante/guitarrista folk Martin Carthy y la cantante Norma Waterson.

## Vida y carrera
Carthy nació en Scarborough, North Yorkshire, Inglaterra. Fue a la escuela en Fyling Hall en el Norte de Yorkshire.
A la edad de trece años Carthy formó los Waterdaughters con su madre, su tío (Lal Waterson) y su primo Marry Waterson. Posteriormente trabajó con Nancy Kerr, con sus padres como Waterson–Carthy, y como parte del "supergrupo" Blue Murder, además de su propio trabajo en solitario. 
Eliza Carthy canta en la canción de Blue Murder "Que tenga buenas Noches" que se encuentra en el CD de tributo a la música de Joseph Spence & the Pinder Family, llamado Fuera en el mar agitado (1994) (Green Linnet). Junto con Eliza tocan Lal Waterson, Norma Waterson, Jim Boyes, Martin Carthy, Barry Coope, Lester Simpson y Mike Waterson.
Ha sido dos veces nominada para el Mercury Music Prize, para el álbum del año: en 1998 por Arroz Rojo, y de nuevo en 2003 para Anglicana. Eliza actuó como invitada en el álbum Mermaid Avenue de Billy Bragg y Wilco. Eliza y Billy también grabaron juntos la canción "My Father's Mansions", que apareció en el álbum de tributo a Pete Seeger  llamado ¿A Dónde Han Ido Todas Las flores? (1998).
En septiembre de 2002, Eliza participó en el concierto de Homenaje a Kirsty MacColl, "The Song's the Thing", junto con otros artistas.
En 2003 Eliza triunfa en los Radio 2 Folk Awards, ganando los premios de Cantante de Folk del Año, Mejor Álbum (para Anglicana) y Mejor Tema Tradicional (para "Worcester City", en el álbum Anglicana). También fue la primera música inglesa en ser nominada por un programa de la BBC Radio 3 para el Premio de la Música del Mundo en el mismo año (Anglicana).
En 2004 formó parte de Oysterband Big Session, una colaboración con numerosos artistas populares reunidos por Oysterband. Se produjo un álbum de The Big Session Volume One, y el grupo como un todo, fue galardonado como el Mejor Grupo en los Folk Awards en 2005.

El 29 de mayo de 2005, Carthy, participó en un homenaje a Peggy Seeger en el Queen Elizabeth Hall, de Londres. Un doble CD titulado Three Score and Ten (2007) contiene aspectos destacados del concierto.

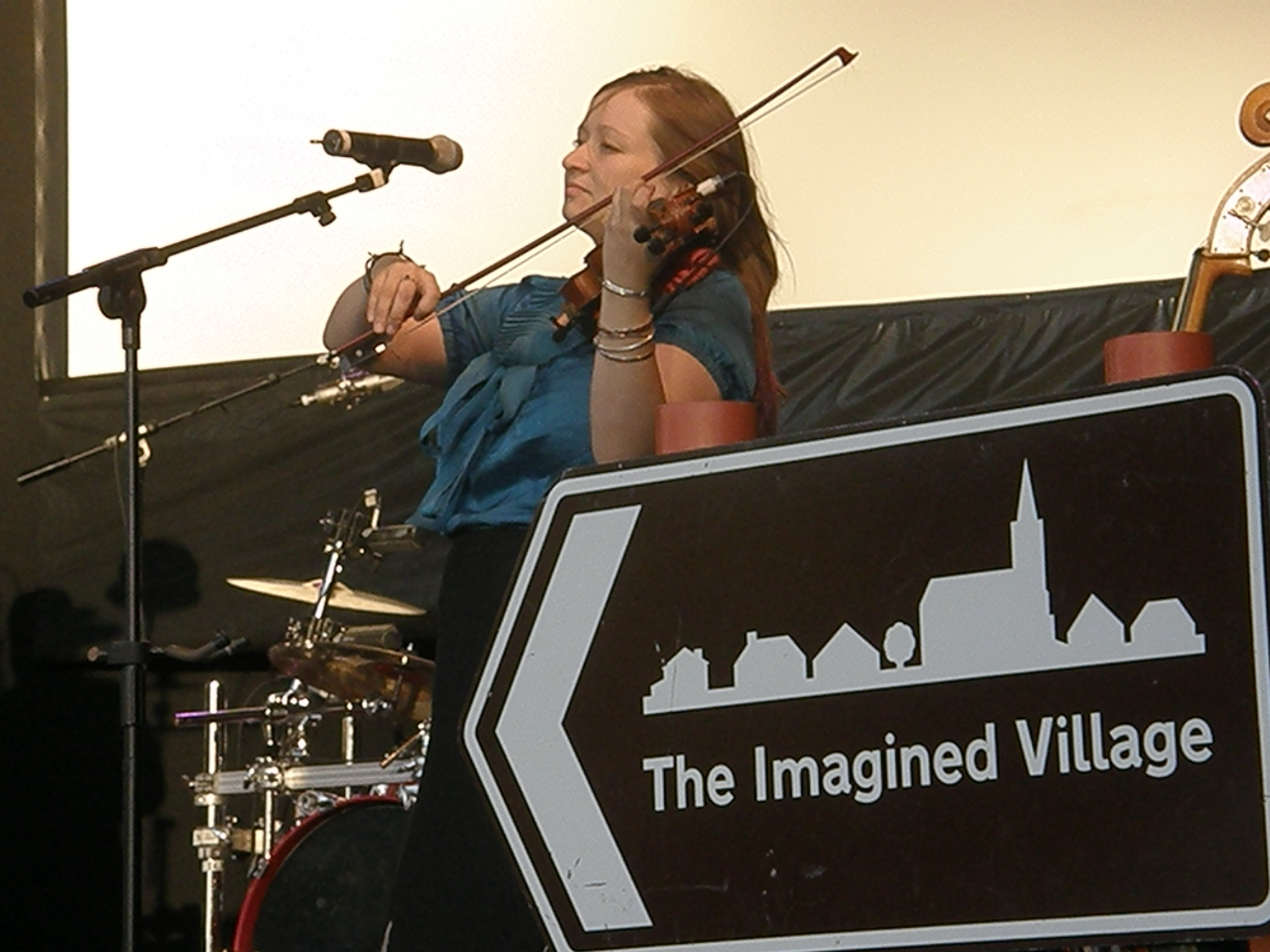
Eliza Carthy con The Imagined Village en el Camp Bestival – 20 de julio de 2008

En 2006 participó en tres canciones (una como vocalista, dos como corista) en Rogue's Gallery: Pirate Balades, Sea Songs and Chanteys, producido por Hal Willner. 
Dreams of Breathing Underwater, su segunda colección de canciones propias, fue lanzado el 23 de junio de 2008. Es una combinación de instrumentos tradicionales con arreglos experimentales, y con influencias de todos los aspectos de su carrera hasta el momento.
Su tour 2008 fue cancelado en noviembre, ya que un quiste en su garganta hizo su canto débil y doloroso. Debido a su embarazo, los médicos retrasaron el tratamiento hasta la primavera de 2009. Se convirtió en madre de Florencia Daisy el 24 de diciembre de 2008.
En 2010, Carthy, lanzó un álbum de colaboraciones con su madre titulado Regalo. Una crítica de la BBC escribió: "El regalo en cuestión es una entrega de talento de generación en generación; Norma Waterson y Eliza Carthy son, después de todo, la madre y la hija superdotadas que forman parte de una gran dinastía del British Folk." Comentando la canción final, "Shallow Brown", la crítica señaló: "con el apoyo de diversas maneras de los otros miembros de la familia, incluyendo el padre Martin Carthy en la guitarra así como su primo Oliver Knight en la guitarra eléctrica, voz y violonchelo, hay un sentido real de la congregación y arraigo en esta canción, y de hecho en todo el álbum. Por mucho tiempo, la dinastía florece".
Su segunda hija, Isabella Mary, nació el 26 de noviembre de 2010.
En mayo de 2012 una biografía de Eliza Carthy escrita por Sophie Parkes y titulada Wayward Daughter fue publicada por Soundcheck Books.
En 2014, fue galardonada con un MBE por sus servicios a la música folk por la Reina de Inglaterra.

## Discografía
Con Nancy Kerr
- Eliza Carthy & Nancy Kerr (1993)
- Shape of Scrape (1995)
- On Reflection (compilation 2002)

En solitario
- Heat Light & Sound (1996)
- Eliza Carthy & The Kings of Calicutt (1997)
- Red Rice (originally sold as a 2-CD set. Now available as 2 separate CDs: Red and Rice 1998)
- Angels & Cigarettes (2000)
- Anglicana (2002)
- The Definitive Collection (compilation 2003)
- Rough Music (2004)
- Dreams of Breathing Underwater (2008)
- Neptune (2011)
- Wayward Daughter (2013)
- Eliza Carthy & The Wayward Band: Big Machine (2017)

Con la familia Waterson 

- Waterson–Carthy: Waterson:Carthy (1994)
- Waterson–Carthy: Common Tongue (1996)
- Waterson–Carthy: Broken Ground (1999)
- Blue Murder: No One Stands Alone (2002)
- Various Artists: Shining Bright – The Songs of Lal & Mike Waterson (2002)
- Waterson–Carthy: A Dark Light (2002)
- The Watersons: The Definitive Collection (compilation 2003)
- The Watersons: Mighty River of Song (4 CD & 1 DVD compilation 2004)
- Waterson–Carthy: Fishes and Fine Yellow Sand (2004)
- Waterson–Carthy: The Definitive Collection (compilation 2005)
- Waterson–Carthy: Holy Heathens and the Old Green Man (2006)
- Eliza Carthy & Norma Waterson: Gift (2010)
- Martin & Eliza Carthy: The Moral of the Elephant (2014)

Con Martin Green
- Dinner (2001)

Como parte de Carthy Hardy Farrell Young

- Laylam (2013)

Colaboraciones y apariciones como invitada
- Norma Waterson: Norma Waterson (1996)
- Chipolata 5: 'Skinless' (1996)
- Tim Winton (various artists) 'Music from the novel 'Dirt Music' (one track with Tristan Chipolata and Jock Tyldesley) (1996)
- Billy Bragg & Wilco: Mermaid Avenue (1998)
- Various artists: The Rough Guide to English Roots Music (1998, World Music Network)
- Lal & Norma Waterson: A True Hearted Girl (The Waterdaughters sing one track on the CD reissue 1999)
- Norma Waterson: The Very Thought of You (1999)
- Various Artists: A Tribute to Pete Seeger (Two tracks with Billy Bragg) (199?)
- Billy Bragg & Wilco: Mermaid Avenue Vol. II (2000)
- Norma Waterson: Bright Shiny Morning (2000)
- Roger McGuinn: Treasures From the Folk Den (2001)
- Oliver Knight: Mysterious Day (2002)
- Jools Holland & Friends: Jack O The Green (one track)
- The Big Session Vol. 1 (2004)
- Martin Carthy: Waiting for Angels (2004)
- Paul Weller: Studio 150 (two tracks) (2004)
- Salsa Céltica: El Camino (2006)
- Rogue's Gallery: Pirate Ballads, Sea Songs & Shanteys (2006)
- Rubber Folk (2006)
- The Harry Smith Project: Anthology of American Folk Music Revisited (2006)
- The Imagined Village: The Imagined Village (2007)
- Patrick Wolf: The Bachelor (2009)
- David Rotheray: The Life of Birds (2010)
- The Imagined Village: Empire & Love (2010)
- Marry Waterson & Oliver Knight: The Days That Shaped Me (2011)
- Marry Waterson & Oliver Knight: Hidden (2012)
- Linda Thompson: Won't Be Long Now (2013)
- The Rails: Fair Warning (2014)

DVD
- In Search of English Folk Song (1997 BBC film directed by Ken Russell)

Fairport Convention, Donovan, Osibisa, Eliza Carthy, The Albion Band, Waterson–Carthy, Edward II.
Reissued on DVD in 2008, but for Region 1 only
Topic Records 70 year anniversary boxed set Three Score and Ten issued in 2009
- Anglicana is one of the classic albums.[7]: 90
- Worcester City from Anglicana is track eleven on the seventh CD.

Con Ben Ivitsky
- Two Tears from Dreams of Breathing Underwater is track six on the sixth CD.

Como Parte de Waterson–Carthy
- Waterson:Carthy is one of the classic albums.
- We Poor Labouring Men from Broken Ground is track twenty one on the sixth CD.

## Galería

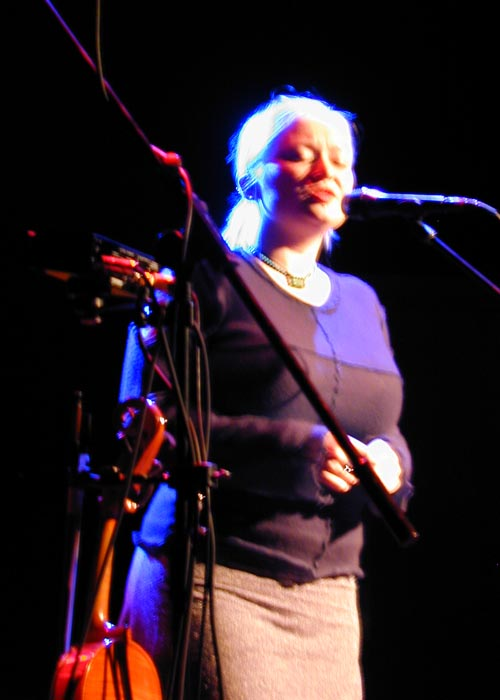
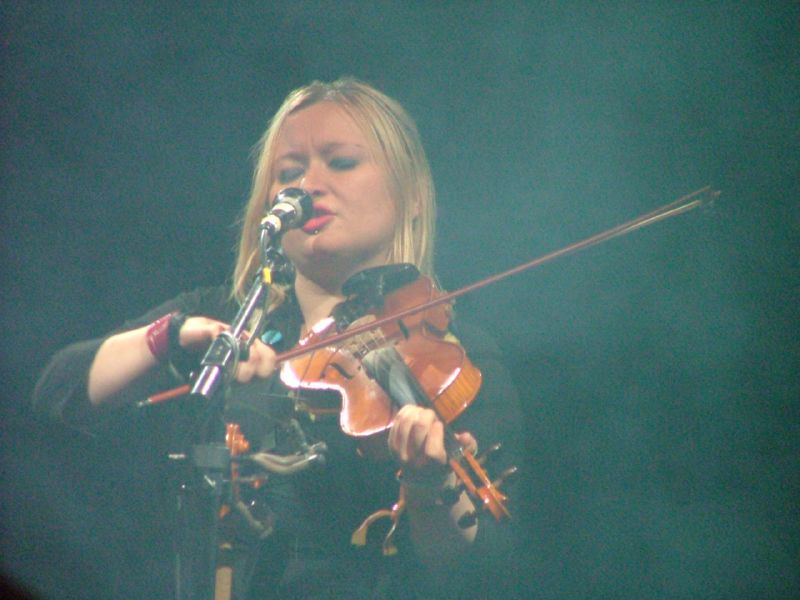
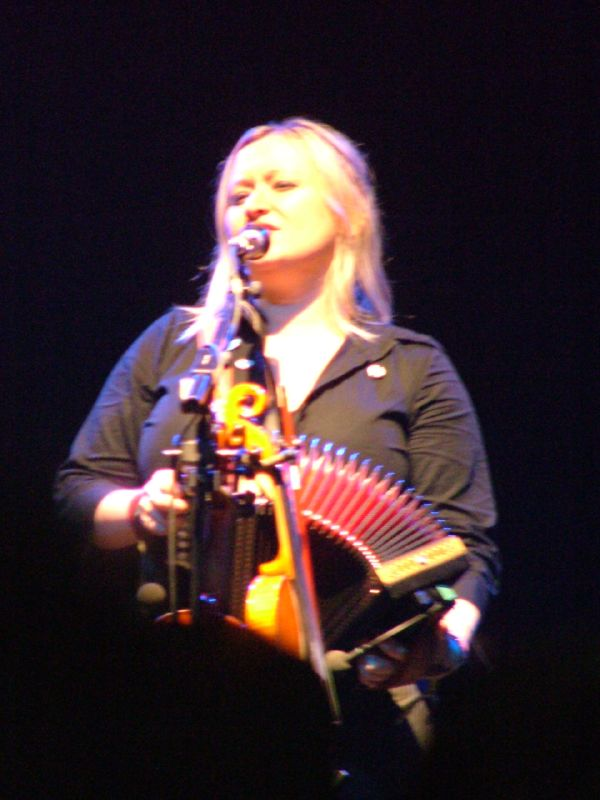
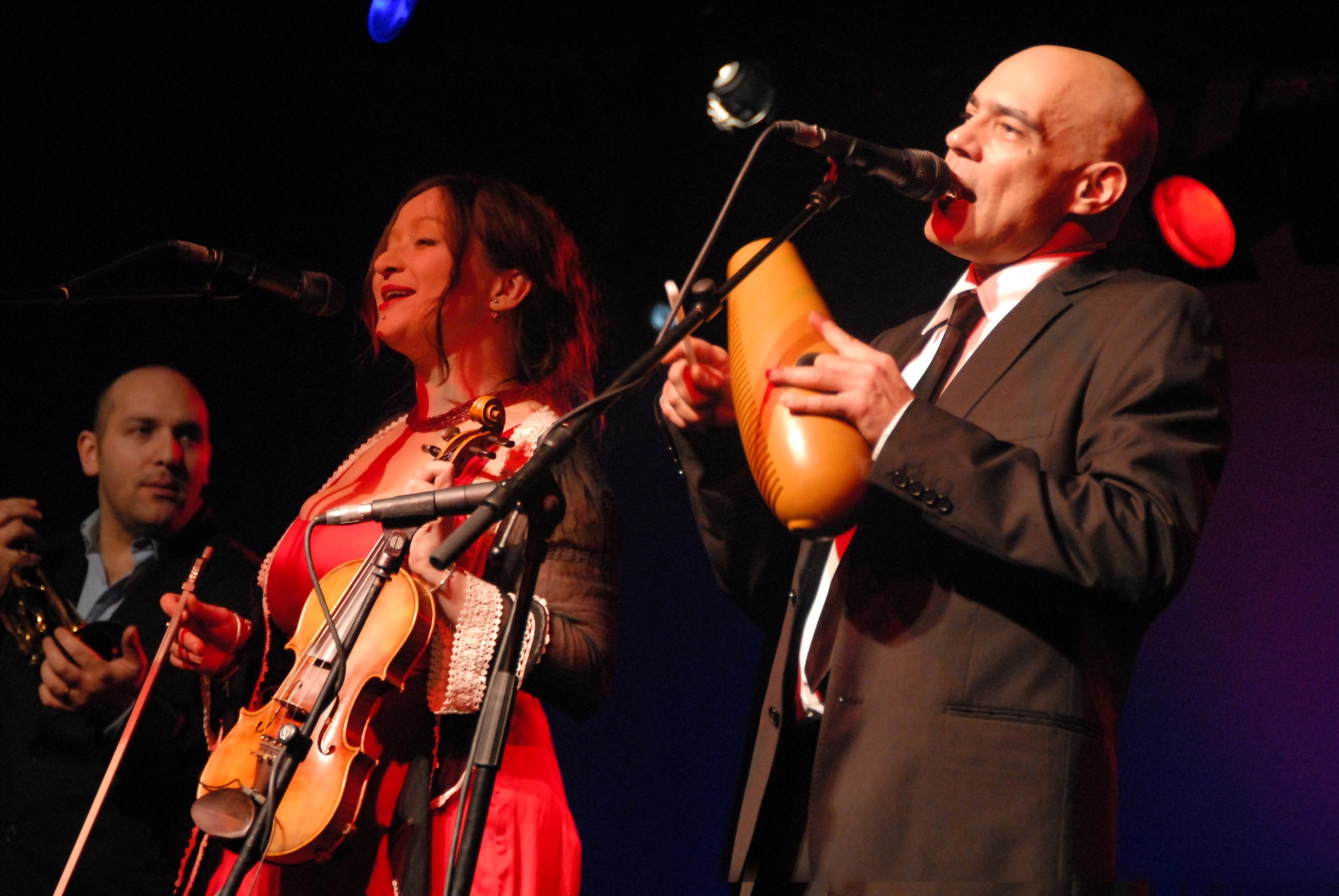
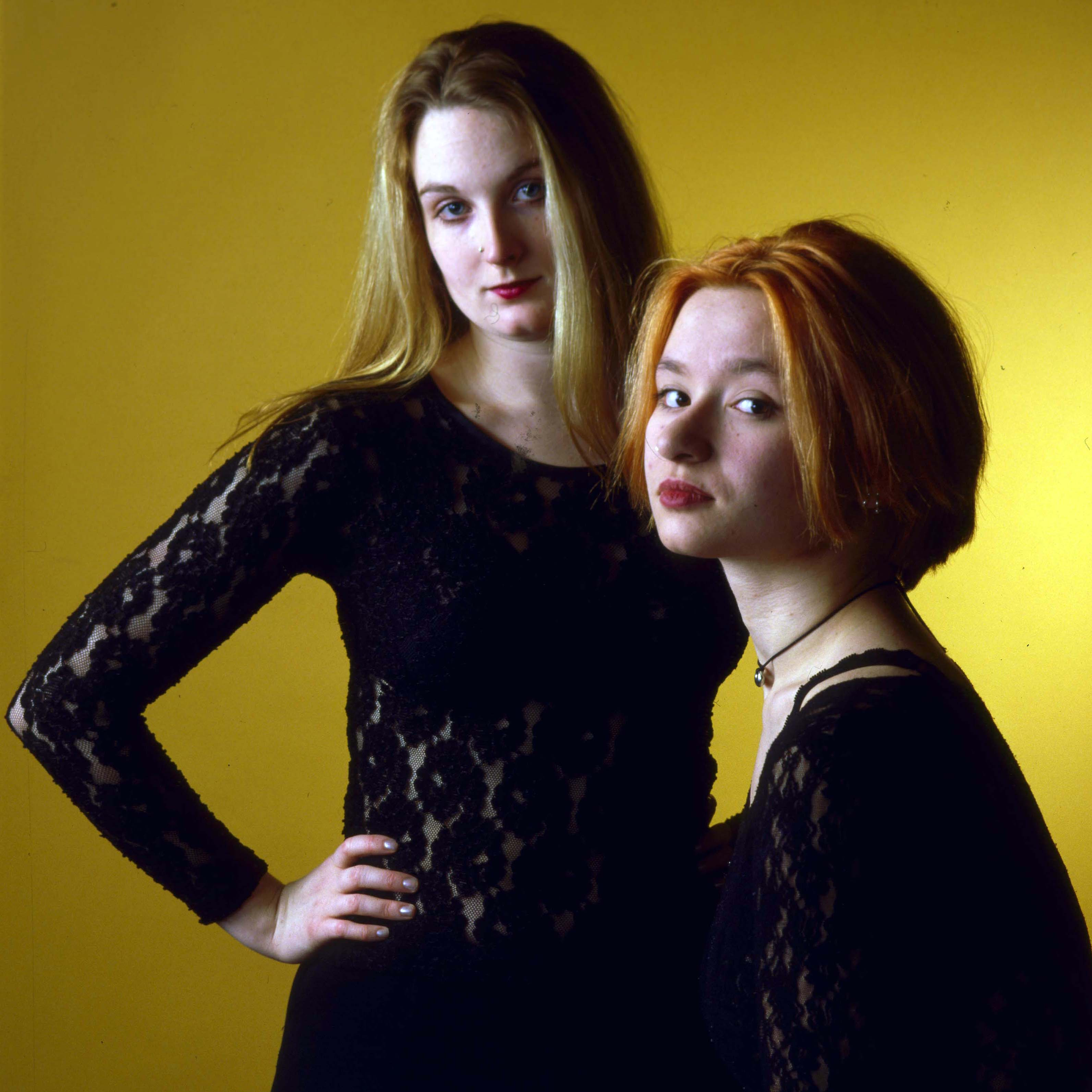
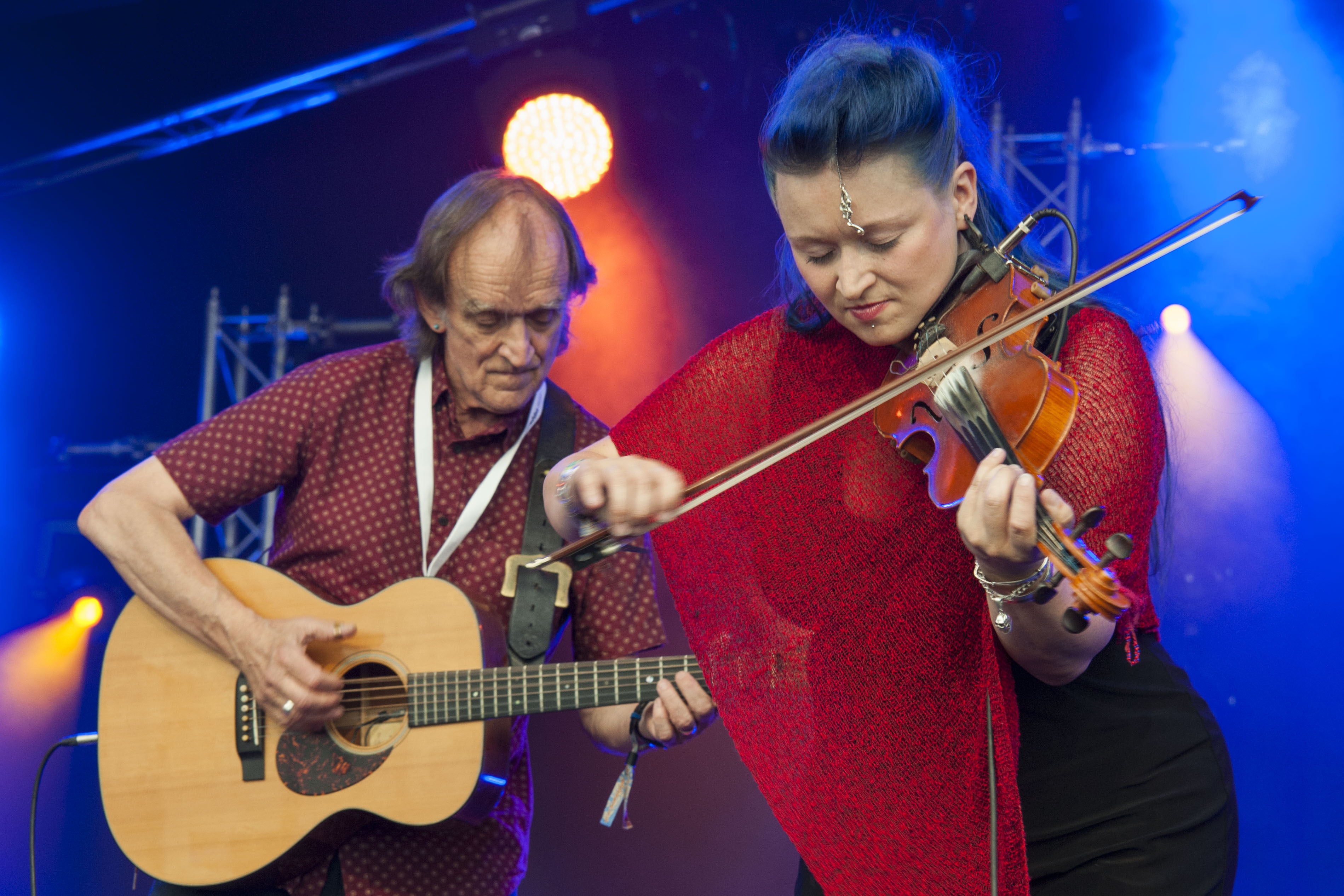